# Sant'Antonio (Corteno Golgi)
Sant'Antonio is een plaats (frazione) in de Italiaanse gemeente Corteno Golgi.